# TA-50
TA-50은 원래 A-50으로 불리던 대한민국 최초의 국산 경(輕)공격기 계획이었다. 그러나 이후에 계획이 취소되어 FA-50 다목적 전투기로 F-50 전투기와 A-50 공격기 사업을 통합하고, 기존에 A-50 공격기로 개발했던 것은 TA-50이라는 전환훈련기(전술입문기)라고 분류되면서 운용중이다. FA-50과 다르게 전술입문기로 AIM-9 공대공 미사일 등의 무장이 장착이 가능하지만 레이다 조준 경보장치(RWR)와 채프가 장착이 되어있지 않아서 제한적인 공격능력만 보유하고 있다.

## 역사
KAI는 록히드 마틴과 T-50A 훈련기, T-50B 공격기(A-50), T-50C 전투기(F-50)의 세가지를 계획했으며, 공격기부터 개발을 시작하고, 훈련기를 다음 순서로 개발했다. F-50 전투기 개발은 KAI에서는 계속 그 필요성을 요청했으나, 대한민국 공군에서는 주문을 거부해 왔다.
그러나, 결국 대한민국 공군은 F-50 전투기 개발을 승인했으며, 대신 공격기와 전투기를 따로 개발하는 것이 아니라 통합을 하여서, 공격기 겸 전투기를 개발키로 했다. 따라서 F-50이 아니라 FA-50으로 명명되었고, 기존에 공격기로 개발했던 A-50은 TA-50 전환훈련기로 명명했다.
2002년 8월 20일 T-50 훈련기, 2003년 9월 4일 A-50 공격기, 2011년 5월 4일 FA-50 전투기가 초도비행에 성공했다.
그러나, T-50 훈련기는 "골든이글"이라고 명명하였으나, A-50 공격기와 FA-50 전투기는 따로 이름을 정하지 않았다.

## 전환훈련기(전술입문기) 용도 변경
본래 A-37 공격기를 대체할 목적으로 A-10과 모든면에서 매우 유사한 A-50 공격기를 44대 생산할 계획이었다.
그러나 예산 등의 문제로, A-50 공격기와 F-50 전투기 사업을 통합하여 다목적 전투기 FA-50을 만들기로 했다. 따라서, 기존의 A-50 공격기 사업은 취소되고, T-50 골든이글 훈련기와 FA-50 다목적 전투기 사업의 양대체제로 통폐합되었다.
그러나, 이미 개발된 A-50 공격기를 처리해야 하였기에, 행정상의 혼동을 피하기 위하여, 이를 TA-50 전환훈련기라고 재명명했다. 22대만이 생산될 계획이다.
다목적 전투기 FA-50은 2011년 개발이 끝나면 바로 도입이 시작되어 2015년까지 F-5E/F를 완전히 대체할 것이다. 그러나 대한민국에서 생산된 KF-5E/F(제공호) 70대는 수명이 2020년대 중반까지 남아있어서 아직은 대체계획이 없다.
장기적으로 공군은 EL/M-2032 레이다를 장착한 FA-50을 최대 150대까지 생산하겠다는 생각을 가지고 있지만, 합참에서는 현재 FA-50 60대의 소요만 인정하였으며 생산예정으로 개발 중이다. 때문에 제공호(11톤)는 FA-50(13.5톤)으로 대체될지 아니면 KFX(20톤)로 대체될지 아직 미정이다.

## 비교
A-50(TA-50)은 A-10과 비교해 매우 유사한 전투행동반경(TA-50은 444km/A-10A는 460km)를 가지고 있으며, 더 낮은 스톨 스피드(낮을수록 좋음, TA-50은 195km/h, A-10A는 220km/h), 동일한 단거리 AIM-9공대공 무장, 동일한 주무장으로 레이저 유도 폭탄과 메버릭 공대지 미사일 등의 특성을 가지고 있다.
다만 폭장량에서 엔진이 2개인 A-10A가 더 우수하며, 피탄 대응력에서는 티타늄 소재 부품과 장갑이 대거 채용된 A-10A이 훨씬 우수하고, 최고속도면에서는 마하0.55인 A-10A에 비해 초음속능력을 가진 TA-50이 마하 1.5+로 3배이상 우수하다. A-10A의 JDAM 투하 능력은 TA-50이 아닌 FA-50에 가서 갖춰질 것으로 보인다. 다만 A-10은 레이다가 없다.
TA-50은 최대 2750파운드의 무장중량을 허용하는 파일론을 3개 가지는데, 스텔스 순항 공대지 미사일인 타우러스는 3050파운드(1400kg)의 무게를 가지기 때문에 아직은 장착이 불가능하다.(그리펜은 가능함) 하지만 FA-50은 무장허용중량이 조금 더 증가하므로 향후를 기대해 볼 수 있다.
TA-50은 최초 미국제인 APG-67(v)4 레이다를 장착할 것으로 생각되었으나, KAI가 해당 레이다가 지나치게 저성능임을 주장하였고, 이후 미국제 AESA레 이더의 탑재에 실패함에 따라 이스라엘제 EL/M-2032 레이다를 LIG 넥스원이 기술이전받아 생산하는 방식으로 탑재했다.
이후 레이다 기술의 진척에 따라 KF-16 개량 사업에는 2011년부터 서비스를 시작할 MESA 레이다를, 그리고 KFX 사업에는 AESA 레이다를 장착할 것으로 여겨지고 있다.

### 기관포
주한미군 A-10 공격기는 전차를 격파시키는 강력한 30 mm 7배럴 GAU-8 어벤저 개틀링포에 1,350발 탄약을 탑재했다. 북한이 30대를 보유중인 Su-25 공격기도 30 mm 2배럴 GSh-30-2 기관포에 탄약 250발을 탑재했다. 반면에 A-50은 상대적으로 화력이 약한 20 mm 6배럴 벌컨포를 탑재했다. 다만 과거에는 기관포 공격이 각광받았으나 현재는 중/저고도 방공망의 발달로 기관포 공격보다는 미사일/폭탄에 더 치중하게 되었다.

## 관련보도
- 2011년6월2일 보도- "공군 제16전투비행단 115전투비행대대는 현재까지 TA-50 5호기를 도입하였고 내년 전반기에 TA-50 전투기입문과정이 시작되면 연간 80여명의 정예 전투조종사를 배출하여 F-15K, KF-16을 운용하는 비행단에 배치시킬 예정이다."[3]

## 제원
일반 특성
- 승무원: 2
- 길이: 43 ft 1 in (13.14 m)
- 날개폭: 31 ft (9.45 m)
- 높이: 16.2 ft (4.94 m)
- 공허중량: 14,228 lb (6,454 kg)
- 탑재중량: 19,621 lb (8,900 kg)
- 최대이륙중량: 30,000 lb (13,500 kg)
- 엔진: 1× F404-GE-102 애프터버닝 터보팬
  - 최대추력: lbf (kN)
  - 재연소시추력: lbf (kN)

성능
- 최대속도: 마하 1.5 이상
- 전투행동반경: 230 nm (444 km) 센터연료탱크, 2 x AIM-9, 2 x AGM-65
- 최대항속거리: 1,000 nm / 1,400 nm(외부연료탱크) (1,852 km / 2,592 km(외부연료탱크))
- 상승한도: 48,500 ft (14,800 m)
- 상승률: 35,600 ft/min (201 m/s)
- 날개하중: lb/ft² (kg/m²)

무장
- 기관포: 1× 20 mm (0.787 in) M61 벌컨 개틀링포
- 하드포인트: 2× 날개끝 공대공 미사일, 6× 날개밑, 3× 동체하부, 최대무장탑재량 5.4톤
- 로켓: 

  - 4× LAU-61/LAU-68 로켓 포드 (각각 19× /7× 히드라 70 70 mm 로켓) 또는
  - 4× LAU-5003 로켓 포드 (각각 19× CRV7 70 mm 로켓) 또는
  - 4× LAU-10 로켓 포드 (각각 4× 주니 127 mm 로켓)
- 미사일: 

  - 공대공 미사일:
    - 6× 미국 단거리 AIM-9 Sidewinder

  - 공대지 미사일:
    - 6× AGM-65 메버릭 또는
    - 4× AGM-88 함

  - 공대함 미사일:
    - 2× AGM-84 하푼
- 폭탄: 

  - 8× CBU-87 Combined Effects Munition
  - 8× CBU-89 Gator mine
  - 8× CBU-97 Sensor Fuzed Weapon
  - Wind Corrected Munitions Dispenser capable
  - 4× GBU-10 Paveway II
  - 6× GBU-12 Paveway II
  - 4× JDAM
  - 4× Mark 84 general-purpose bombs
  - 8× Mark 83 GP 폭탄
  - 12× Mark 82 GP 폭탄
  - 8× Small Diameter Bomb
- 기타:
  - SUU-42A/A Flares/Infrared decoys dispenser pod and chaff pod or
  - AN/ALQ-131 & AN/ALQ-184 ECM pods or
  - LANTIRN, Lockheed Martin Sniper XR & LITENING targeting pods or
  - 3× 300 갤런 연료탱크